# Glas Medviđe
Glas Medviđe je hrvatski dokumentarni film koji govori o velikosrpskom masovnom zločinu iz vremena agresije na Hrvatsku, kad su 9. veljače 1993. pripadnici srpske vojske ubili deset hrvatskih civila, od kojih sedam žena, kao odmazdu za pretrpljeni poraz u Operaciji Maslenica, te o vremenu okupacije Medviđe kad su pobunjeni Srbi ubili još osam mještana ovog hrvatskog sela. Premijerno je prikazan 2017. u Zadru. Redatelj je Luka Klapan, kojemu je ovo drugi dokumentarni film o Domovinskom ratu, nakon filma Pridraga: ratna sjećanja.

## Vanjske poveznice
- Youtube, Trailer